# Jana Dukátová
Jana Dukátová (Bratislava, 13 de junio de 1983) es una deportista eslovaca que compite en piragüismo en la modalidad de eslalon.
Ganó nueve medallas en el Campeonato Mundial de Piragüismo en Eslalon entre los años 2006 y 2021, y quince medallas en el Campeonato Europeo de Piragüismo en Eslalon entre los años 2004 y 2016.
Participó en dos Juegos Olímpicos de Verano, ocupando el sexto lugar en Londres 2012 y el cuarto en Río de Janeiro 2016, en la prueba de K1 individual.

## Palmarés internacional
| Campeonato Mundial | Campeonato Mundial               | Campeonato Mundial | Campeonato Mundial |
| Año                | Lugar                            | Medalla            | Competición        |
| ------------------ | -------------------------------- | ------------------ | ------------------ |
| 2006               | Praga (República Checa)          | Medalla de oro     | K1 individual      |
| 2009               | Seo de Urgel (España)            | Medalla de plata   | K1 por equipos     |
| 2010               | Liubliana (Eslovenia)            | Medalla de oro     | C1 individual      |
| 2010               | Liubliana (Eslovenia)            | Medalla de plata   | K1 individual      |
| 2011               | Bratislava (Eslovaquia)          | Medalla de oro     | K1 por equipos     |
| 2011               | Bratislava (Eslovaquia)          | Medalla de plata   | K1 individual      |
| 2014               | Deep Creek (Estados Unidos)      | Medalla de bronce  | K1 por equipos     |
| 2017               | Pau (Francia)                    | Medalla de plata   | K1 individual      |
| 2021               | Bratislava (Eslovaquia)          | Medalla de bronce  | K1 por equipos     |
| Campeonato Europeo |                                  |                    |                    |
| Año                | Lugar                            | Medalla            | Competición        |
| 2004               | Skopie (Macedonia)               | Medalla de plata   | K1 por equipos     |
| 2005               | Tacen (Eslovenia)                | Medalla de oro     | K1 por equipos     |
| 2006               | L'Argentière-la-Bessée (Francia) | Medalla de oro     | K1 por equipos     |
| 2007               | Liptovský Mikuláš (Eslovaquia)   | Medalla de plata   | K1 por equipos     |
| 2008               | Cracovia (Polonia)               | Medalla de plata   | K1 por equipos     |
| 2009               | Nottingham (Reino Unido)         | Medalla de plata   | K1 por equipos     |
| 2010               | Bratislava (Eslovaquia)          | Medalla de oro     | K1 individual      |
| 2010               | Bratislava (Eslovaquia)          | Medalla de plata   | C1 individual      |
| 2010               | Bratislava (Eslovaquia)          | Medalla de bronce  | K1 por equipos     |
| 2011               | Seo de Urgel (España)            | Medalla de plata   | K1 individual      |
| 2011               | Seo de Urgel (España)            | Medalla de bronce  | K1 por equipos     |
| 2012               | Augsburgo (Alemania)             | Medalla de bronce  | K1 por equipos     |
| 2015               | Markkleeberg (Alemania)          | Medalla de oro     | K1 por equipos     |
| 2016               | Liptovský Mikuláš (Eslovaquia)   | Medalla de bronce  | K1 individual      |
| 2016               | Liptovský Mikuláš (Eslovaquia)   | Medalla de bronce  | K1 por equipos     |